# Royal Golf Club Sart-Tilman
De Royal Golf Club Sart-Tilman is een Belgische golfclub in Angleur bij Luik.
Op 10 juni 1939 werd de 18 holesbaan geopend. Na de oorlog herstellen Amerikaanse soldaten en Duitse gevangenen de door bommen beschadigde baan. In 1947 was de hele baan weer open.
Op 18 december 1946 is de club betrokken bij de oprichting van de Koninklijke Belgische Golf Federatie.
In 1962 krijgt de club het predicaat Koninklijk.